# Lasioglossum bruneri
Lasioglossum bruneri is een vliesvleugelig insect uit de familie Halictidae. De wetenschappelijke naam van de soort is voor het eerst geldig gepubliceerd in 1902 door Crawford.